# Pentalinon andrieuxii
Pentalinon andrieuxii là một loài thực vật có hoa trong họ La bố ma. Loài này được (Müll.Arg.) B.F.Hansen & Wunderlin mô tả khoa học đầu tiên năm 1986.